# Pinaropappus multicaulis
Pinaropappus multicaulis là một loài thực vật có hoa trong họ Cúc. Loài này được Brandegee miêu tả khoa học đầu tiên năm 1912.